# Апофегма
Апофегма — коротке оповідання про репліку чи витівку мудреця, митця, просто розумної, дотепної людини. Найпопулярніші герої апофегм — діячі античного світу.
Естетичним центром апофегми є кмітливість, мудрість, дотепність, дошкульність, швидка і несподівана реакція. Типова форма реакції — репліка.
Апофегма була дуже поширеним жанром у європейській літературі від античності до XVIII ст. Особливої популярності набула в добу Ренесансу. В Україні — протягом XVI—XVIII ст.
Апофегма часто використовувалась як ілюстративний матеріал у творах полемічної та повчально-ораторської літератури.